# Zyklische Permutation

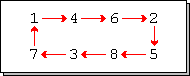
Graph einer zyklischen Permutation der Zahlen von 1 bis 8

Eine zyklische Permutation, kurz Zyklus (von griechisch κύκλος ‚Kreis‘), ist in der Kombinatorik und der Gruppentheorie eine Permutation, die bestimmte Elemente einer Menge im Kreis vertauscht und die übrigen festhält. Das erste Element des Zyklus wird dabei auf das zweite abgebildet, das zweite Element auf das dritte, und so weiter bis hin zum letzten Element, das wieder auf das erste abgebildet wird.
Zyklische Permutationen weisen eine Reihe besonderer Eigenschaften auf. So ist die Verkettung zweier zyklischer Permutationen kommutativ, wenn diese disjunkte Träger besitzen. Die inverse Permutation einer zyklischen Permutation ist immer ebenfalls zyklisch. Weiter ergeben beliebige Potenzen einer zyklischen Permutation, deren Länge eine Primzahl ist, wieder zyklische Permutationen. Die zyklischen Permutationen fester Länge bilden zudem Konjugationsklassen der symmetrischen Gruppe aller Permutationen.
Jede zyklische Permutation kann in einzelne Transpositionen (Vertauschung von genau zwei Elementen) zerlegt werden und weist daher genau dann ein gerades Vorzeichen auf, wenn ihre Länge ungerade ist. Jede Permutation kann wiederum als Verkettung paarweise disjunkter Zyklen geschrieben werden, was in der Zyklenschreibweise von Permutationen genutzt wird. Die Ordnung einer Permutation entspricht dann dem kleinsten gemeinsamen Vielfachen der Längen dieser Zyklen. Zyklische Permutationen mit großer Zyklenlänge spielen eine wichtige Rolle bei der Konstruktion von Pseudozufallszahlengeneratoren.

## Definition
Ist {\displaystyle S_{n}} die symmetrische Gruppe aller Permutationen der Menge {\displaystyle \{1,\dotsc ,n\}}, dann heißt eine Permutation {\displaystyle \pi =(\pi (1),\pi (2),\dotsc ,\pi (n))\in S_{n}} zyklisch mit der Länge {\displaystyle k} oder {\displaystyle k}-Zyklus, wenn sie eine Liste von {\displaystyle k\leq n} paarweise verschiedenen Zahlen {\displaystyle i_{1},i_{2},\dotsc ,i_{k}\in \{1,\dotsc ,n\}} im Kreis vertauscht, das heißt
{\displaystyle i_{1}\mapsto i_{2}\mapsto \dotsb \mapsto i_{k}\mapsto i_{1}},
und alle anderen Zahlen festhält. Es muss also gelten
{\displaystyle \pi (i_{1})=i_{2},~\pi (i_{2})=i_{3},\;\dotsc ,~\pi (i_{k-1})=i_{k}}   und   {\displaystyle \pi (i_{k})=i_{1}}
sowie
{\displaystyle \pi (j)=j}   für   {\displaystyle j\not \in \{i_{1},\dotsc ,i_{k}\}}.
Die Menge {\displaystyle \{i_{1},\dotsc ,i_{k}\}} heißt der Träger oder die Bahn von {\displaystyle \pi }. Allgemeiner können auch Permutationen beliebiger endlicher Mengen, beispielsweise Alphabete, betrachtet werden, zur Analyse der mathematischen Eigenschaften kann man sich jedoch auf die ersten {\displaystyle n} natürlichen Zahlen beschränken.

## Notation
Neben der obigen Funktionsnotation, bei der die Abbildung {\displaystyle \pi } vollständig angegeben wird, kann eine zyklische Permutation auch dadurch notiert werden, dass lediglich die Zahlen, die zyklisch vertauscht werden, als Indizes mittels
{\displaystyle \pi _{i_{1},i_{2},\dotsc ,i_{k}}}
angegeben werden. Häufig wird eine zyklische Permutation auch in Zyklenschreibweise notiert, indem diese Zahlen ohne Trennzeichen in Klammern gesetzt werden:
{\displaystyle (i_{1}~i_{2}~\dotso ~i_{k})}
In beiden Schreibweisen wird davon ausgegangen, dass die Gesamtzahl {\displaystyle n} der Zahlen bekannt ist. Die Index- und Zyklenschreibweisen sind allerdings nicht eindeutig, denn die Startzahl kann innerhalb des Zyklus beliebig gewählt werden. Jeder {\displaystyle k}-Zyklus kann so auf {\displaystyle k} verschiedene Weisen
{\displaystyle \pi _{i_{1},i_{2},\dotsc ,i_{k}}=\pi _{i_{2},\dotsc ,i_{k},i_{1}}=\dotsb =\pi _{i_{k},i_{1},\dotsc ,i_{k-1}}}
oder
{\displaystyle (i_{1}~i_{2}~\dotso ~i_{k})=(i_{2}~\dotso ~i_{k}~i_{1})=\dotsb =(i_{k}~i_{1}~\dotso ~i_{k-1})}
beschrieben werden. Oft gesetzte Konvention ist aber, für {\displaystyle i_{1}} die kleinste oder die größte Zahl des Zyklus zu wählen.

## Beispiele
| Länge | Zyklische Permutationen                                                | Anzahl |
| ----- | ---------------------------------------------------------------------- | ------ |
| 1     | id                                                                     | 1      |
| 2     | (1 2), (1 3), (1 4), (2 3), (2 4), (3 4)                               | 6      |
| 3     | (1 2 3), (1 2 4), (1 3 2), (1 3 4), (1 4 2), (1 4 3), (2 3 4), (2 4 3) | 8      |
| 4     | (1 2 3 4), (1 2 4 3), (1 3 2 4), (1 3 4 2), (1 4 2 3), (1 4 3 2)       | 6      |

Eine einfache zyklische Permutation der Länge drei ist
{\displaystyle \pi _{123}=\pi _{231}=\pi _{312}=(1~2~3)=(2~3~1)=(3~1~2)={\begin{pmatrix}1&2&3\\2&3&1\end{pmatrix}}\in S_{3}}.
Hierbei wird die Zahl {\displaystyle 1} auf die Zahl {\displaystyle 2}, die Zahl {\displaystyle 2} auf die Zahl {\displaystyle 3} und die Zahl {\displaystyle 3} wieder auf die Zahl {\displaystyle 1} abgebildet. Die Permutation
{\displaystyle \pi _{24}=\pi _{42}=(2~4)=(4~2)={\begin{pmatrix}1&2&3&4\\1&4&3&2\end{pmatrix}}\in S_{4}}
ist eine zyklische Permutation der Länge zwei, bei der die Zahlen {\displaystyle 2} und {\displaystyle 4} vertauscht werden und die Zahlen {\displaystyle 1} und {\displaystyle 3} festgehalten werden. Jede zyklische Permutation der Länge eins
{\displaystyle \pi _{1}=\pi _{2}=\dotsb =\pi _{n}=(1)=(2)=\dotsb =(n)={\begin{pmatrix}1&2&\cdots &n\\1&2&\cdots &n\end{pmatrix}}\in S_{n}}
entspricht gerade der identischen Permutation {\displaystyle \operatorname {id} }, die alle Zahlen unverändert lässt. In der symmetrischen Gruppe {\displaystyle S_{4}} finden sich die in der nebenstehenden Tabelle aufgeführten zyklischen Permutationen. Von den {\displaystyle 24} Permutationen in {\displaystyle S_{4}} sind demnach nur drei Permutationen nichtzyklisch, nämlich diejenigen, die jeweils zwei Paare von Zahlen vertauschen.

## Spezialfälle
Bei zyklischen Permutationen werden folgende Spezialfälle betrachtet:
Vertauschung oder TranspositionEine zyklische Permutation, die genau zwei Elemente miteinander vertauscht, also
{\displaystyle \pi _{i,j}=(i~j)}   für   {\displaystyle i,j\in \{1,\dotsc ,n\},i\neq j}.
Nachbarvertauschung oder NachbartranspositionEine zyklische Permutation, die zwei aufeinander folgende Elemente miteinander vertauscht, also
{\displaystyle \pi _{i,i+1}=(i~i+1)}   für   {\displaystyle i\in \{1,\dotsc ,n-1\}}.
Zyklischer RechtsshiftEine zyklische Permutation, die alle Elemente der Reihe nach aufsteigend im Kreis vertauscht, also
{\displaystyle \pi _{1,2,\dotsc ,n}=(1~2~\dotso ~n)}.
Zyklischer LinksshiftEine zyklische Permutation, die alle Elemente der Reihe nach absteigend im Kreis vertauscht, also
{\displaystyle \pi _{n,n-1,\dotsc ,1}=(n~n-1~\dotso ~1)}.

## Eigenschaften

### Anzahl
| {\displaystyle {}_{n}\!\diagdown \!\!{}^{k}} | 1 | 2  | 3  | 4  | 5   | 6   | Summe |
| 1                                            | 1 |    |    |    |     |     | 1     |
| 2                                            | 1 | 1  |    |    |     |     | 2     |
| 3                                            | 1 | 3  | 2  |    |     |     | 6     |
| 4                                            | 1 | 6  | 8  | 6  |     |     | 21    |
| 5                                            | 1 | 10 | 20 | 30 | 24  |     | 85    |
| 6                                            | 1 | 15 | 40 | 90 | 144 | 120 | 410   |

In der Menge der {\displaystyle n!} verschiedenen Permutationen der Zahlen {\displaystyle \{1,\dotsc ,n\}} gibt es genau {\displaystyle (n-1)!} viele {\displaystyle n}-Zyklen. Jeder Permutation in Tupelschreibweise {\displaystyle (i_{1},i_{2},\dotsc ,i_{n})} entspricht nämlich ein {\displaystyle n}-Zyklus {\displaystyle (i_{1}~i_{2}~\dotso ~i_{n})}, der wiederum auf {\displaystyle n} verschiedene Weisen geschrieben werden kann. Bezeichnet nun allgemein {\displaystyle Z_{n,k}} die Menge der {\displaystyle k}-Zyklen in {\displaystyle S_{n}}, dann gilt für {\displaystyle k=2,\dotsc ,n}
{\displaystyle |Z_{n,k}|={\binom {n}{k}}(k-1)!}    (Folge A111492 in OEIS),
denn es gibt {\displaystyle {\tbinom {n}{k}}} Möglichkeiten, {\displaystyle k} von {\displaystyle n} Zahlen auszuwählen. Für die Gesamtmenge {\displaystyle Z_{n}} aller zyklischen Permutationen in {\displaystyle S_{n}} inklusive der identischen Permutation gilt damit:
{\displaystyle |Z_{n}|=1+\sum _{k=2}^{n}{\binom {n}{k}}(k-1)!}    (Folge A121726 in OEIS)

### Kommutativität
Im Allgemeinen ist die Hintereinanderausführung zweier zyklischer Permutationen nicht kommutativ. Besitzen allerdings zwei zyklische Permutationen {\displaystyle \pi _{i_{1},\dotsc ,i_{k}}\in Z_{n,k}} und {\displaystyle \pi _{j_{1},\dotsc ,j_{l}}\in Z_{n,l}} disjunkte Träger, gilt also
{\displaystyle \{i_{1},\dotsc ,i_{k}\}\cap \{j_{1},\dotsc ,j_{l}\}=\emptyset },
dann lässt sich ihre Reihenfolge bei der Hintereinanderausführung vertauschen, das heißt, es gilt
{\displaystyle \pi _{i_{1},\dotsc ,i_{k}}\circ \pi _{j_{1},\dotsc ,j_{l}}=\pi _{j_{1},\dotsc ,j_{l}}\circ \pi _{i_{1},\dotsc ,i_{k}}}.
Zyklische Permutationen mit disjunkten Trägern werden auch disjunkte Zyklen genannt.

### Abgeschlossenheit und Inverse
Die Hintereinanderausführung zweier zyklischer Permutationen ist nicht notwendigerweise wieder zyklisch, wie das Beispiel
{\displaystyle \pi _{1234}\circ \pi _{1234}={\begin{pmatrix}1&2&3&4\\3&4&1&2\end{pmatrix}}=\pi _{13}\circ \pi _{24}}
zeigt. Daher bildet die Menge der zyklischen Permutationen {\displaystyle Z_{n}} für {\displaystyle n\geq 4} keine Untergruppe der symmetrischen Gruppe {\displaystyle S_{n}}. Allerdings ist die inverse Permutation einer zyklischen Permutation {\displaystyle \pi _{i_{1},\dotsc ,i_{k}}} stets ebenfalls eine zyklische Permutation, nämlich diejenige, die die Zahlen {\displaystyle i_{1},\dotsc ,i_{k}} in umgekehrter Reihenfolge zyklisch vertauscht, also
{\displaystyle (\pi _{i_{1},\dotsc ,i_{k}})^{-1}=\pi _{i_{k},\dotsc ,i_{1}}}.
Die inverse Permutation einer Transposition ist damit wieder die gleiche Transposition.

### Potenzen
Wird eine zyklische Permutation zweimal hintereinander angewandt, so verschieben sich alle Indizes zyklisch um {\displaystyle 2}, das heißt {\displaystyle i_{1}} wird auf {\displaystyle i_{3}} abgebildet, {\displaystyle i_{2}} auf {\displaystyle i_{4}} und so weiter bis hin zu {\displaystyle i_{k-1}} auf {\displaystyle i_{1}} und {\displaystyle i_{k}} auf {\displaystyle i_{2}}. Allgemein verschieben sich durch die {\displaystyle m}-malige Anwendung einer zyklischen Permutation alle Indizes zyklisch um {\displaystyle m}. Die {\displaystyle m}-te Potenz einer zyklischen Permutation der Länge {\displaystyle k} ist genau dann selbst wieder zyklisch, wenn {\displaystyle m} und {\displaystyle k} teilerfremd sind. Speziell ergibt die {\displaystyle k}-malige Anwendung einer zyklischen Permutation {\displaystyle \pi \in Z_{n,k}} die identische Permutation, also
{\displaystyle \pi ^{k}=\operatorname {id} },
und die {\displaystyle (k+1)}-malige Anwendung ergibt wieder die Ausgangspermutation, also
{\displaystyle \pi ^{k+1}=\pi }.
Daher bildet die Menge
{\displaystyle \{\pi ,\pi ^{2},\dotsc ,\pi ^{k-1},\pi ^{k}\}}
mit der Hintereinanderausführung eine Untergruppe der symmetrischen Gruppe {\displaystyle S_{n}}, wobei {\displaystyle \pi ^{k-j}} das inverse Element zu {\displaystyle \pi ^{j}} ist. Diese Untergruppe ist isomorph zur zyklischen Gruppe {\displaystyle C_{k}} und besteht genau dann ausschließlich aus zyklischen Permutationen, wenn {\displaystyle k} eine Primzahl ist.

### Konjugation
Für eine zyklische Permutation
{\displaystyle \pi =(i_{1}~i_{2}~\dotso ~i_{k})\in Z_{n,k}}
berechnet sich die Konjugation mit einer beliebigen Permutation {\displaystyle \sigma \in S_{n}} zu
{\displaystyle \sigma \circ \pi \circ \sigma ^{-1}=\left(\sigma (i_{1})~\sigma (i_{2})~\dotso ~\sigma (i_{k})\right)},
sie ergibt also wiederum einen {\displaystyle k}-Zyklus. Die Menge {\displaystyle Z_{n,k}} bildet dabei für jedes {\displaystyle k\in \{1,\dotsc ,n\}} eine Konjugationsklasse der Gruppe {\displaystyle S_{n}}. Allgemein sind zwei Permutationen {\displaystyle \pi ,\sigma \in S_{n}} genau dann zueinander konjugiert, wenn ihr Zyklentyp übereinstimmt.

## Zerlegungen

### Zerlegung von Zyklen in Teilzyklen
Jede zyklische Permutation der Länge {\displaystyle k>2} lässt sich an einer beliebigen Stelle {\displaystyle l\in \{2,\dotsc ,k-1\}} mittels
{\displaystyle \pi _{i_{1},\dotsc ,i_{k}}=\pi _{i_{1},\dotsc ,i_{l}}\circ \pi _{i_{l},\dotsc ,i_{k}}}
in zwei Teilzyklen zerlegen. Wendet man diese Zerlegung wiederholt mit {\displaystyle l=2,3,\dotsc ,k-1} an, ergibt sich, dass jede zyklische Permutation der Länge {\displaystyle k} mittels
{\displaystyle \pi _{i_{1},\dotsc ,i_{k}}=\pi _{i_{1},i_{2}}\circ \dotsb \circ \pi _{i_{k-1},i_{k}}}
als Verkettung von {\displaystyle k-1} Transpositionen geschrieben werden kann. Für das Vorzeichen einer zyklischen Permutation der Länge {\displaystyle k} gilt damit
{\displaystyle \operatorname {sgn} (\pi _{i_{1},\dotsc ,i_{k}})=\operatorname {sgn} (\pi _{i_{1},i_{2}})\dotsm \operatorname {sgn} (\pi _{i_{k-1},i_{k}})=(-1)^{k-1}},
da Transpositionen immer ein ungerades Vorzeichen haben. Eine zyklische Permutation ist also genau dann gerade, wenn ihre Länge ungerade ist.

#### Beispiel
Die zyklische Permutation {\displaystyle \pi _{1423}\in S_{4}} der Länge vier lässt sich durch
{\displaystyle \pi _{1423}=\pi _{14}\circ \pi _{42}\circ \pi _{23}}
in drei Transpositionen zerlegen und ist demnach ungerade.

### Zerlegung von Permutationen in Zyklen

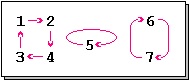
Graph einer Permutation der Zahlen von 1 bis 7, die in drei disjunkte Zyklen zerfällt

Jede Permutation {\displaystyle \pi \in S_{n}} lässt sich eindeutig (bis auf Vertauschung der Faktoren) als Verkettung von {\displaystyle m\leq n} paarweise disjunkten Zyklen darstellen. Das heißt, es gilt
{\displaystyle \pi =\pi _{I_{1}}\circ \dotsb \circ \pi _{I_{m}}}
mit paarweise disjunkten Trägern {\displaystyle I_{j}=\{i_{j,1},\dotsc ,i_{j,n_{j}}\}} für {\displaystyle j=1,\dotsc ,m}, wobei {\displaystyle n_{1}+\dotsb +n_{m}=n} ist. Die Stirling-Zahlen erster Art {\displaystyle s_{n,m}} geben dabei an, wie viele Permutationen in {\displaystyle S_{n}} als Verkettung von genau {\displaystyle m} zyklischen Permutationen geschrieben werden können. Die Ordnung einer Permutation entspricht der Ordnung der zugehörigen zyklischen Gruppe und ist damit das kleinste gemeinsame Vielfache der Längen {\displaystyle n_{1},\dotsc ,n_{m}} dieser Zyklen. Weiter ergibt sich das Vorzeichen einer Permutation aus der Zahl der Zyklen gerader Länge.

#### Beispiel
Die Permutation
{\displaystyle \pi ={\begin{pmatrix}1&2&3&4&5&6\\3&6&4&1&5&2\end{pmatrix}}\in S_{6}}
zerfällt in die drei disjunkten Zyklen
{\displaystyle \pi =\pi _{134}\circ \pi _{26}\circ \pi _{5}}
und hat damit die Ordnung {\displaystyle \operatorname {kgV} (3,2,1)=6}. Da nur einer der drei Zyklen eine gerade Länge hat, ist die Permutation ungerade.

## Anwendungen
Zyklische Permutationen mit großer Zyklenlänge spielen eine wichtige Rolle bei der Konstruktion von Pseudozufallszahlengeneratoren. Die maximale Periode eines solchen Zufallszahlengenerators entspricht der Anzahl der möglichen Zustände des Generators. Bei einfachen rekursiven Generatoren der Form
{\displaystyle x_{i+1}=f(x_{i})}
mit {\displaystyle f\colon \{0,\dotsc ,m-1\}\to \{0,\dotsc ,m-1\}} ist die Zahl der möglichen Zustände gerade {\displaystyle m}. Die Periode eines solchen Generators ist genau dann maximal, wenn die Funktion {\displaystyle f} eine zyklische Permutation der Länge {\displaystyle m} der Menge {\displaystyle \{0,\dotsc ,m-1\}} darstellt. Im Fall von linearen Kongruenzgeneratoren der Art
{\displaystyle x_{i+1}=(ax_{i}+b){\bmod {m}}}
liefert der Satz von Knuth hinreichende und notwendige Bedingungen an die Parameter {\displaystyle a,b} und {\displaystyle m} für die Maximalität der Periodenlänge.